# Neosebastes longirostris
Neosebastes longirostris är en fiskart som beskrevs av Hiroyuki Motomura 2004. Neosebastes longirostris ingår i släktet Neosebastes och familjen Neosebastidae. Inga underarter finns listade i Catalogue of Life.